# Megan Washington
Megan Alexandra Washington (Port Moresby, 7 gennaio 1986) è una cantante australiana.

## Biografia
Nata e cresciuta in Papua Nuova Guinea, Megan Washington si è trasferita a Brisbane con la famiglia quando aveva 10 anni. Dopo gli studi al Queensland Conservatorium of Music, ha intrapreso la carriera di cantante con la pubblicazione dei suoi primi EP alla fine degli anni 2000.
La svolta è arrivata nel 2010, con l'uscita dell'album di debutto I Believe You Liar. Il disco è arrivato al 3º posto nella classifica australiana ed è stato certificato disco di platino dall'Australian Recording Industry Association con oltre 70 000 copie vendute a livello nazionale; ha inoltre fruttato alla cantante due ARIA Music Awards, uno per la migliore artista femminile e uno per il miglior debutto. L'anno successivo ha pubblicato l'EP Insomnia, che ha raggiunto il 24º posto in classifica.
A giugno 2012 Megan Washington è stata mentore nell'edizione inaugurale di The Voice Australia, affiancando il giudice Keith Urban. Nel 2013 ha recitato come co-protagonista nel thriller musicale The Boy Castaways con il musicista Tim Rogers; i due ne hanno anche registrato la colonna sonora. Nel 2014 ha collaborato con Kate Miller-Heidke su Ghost, traccia dell'album O Vertigo! pubblicato da quest'ultima. Il secondo album di Megan Washington, There There, è uscito nel settembre dello stesso anno e ha debuttato alla 5ª posizione della classifica australiana. Nel 2020 pubblica il suo terzo album, Batflowers, che ha debuttato alla 23ª posizione della classifica australiana.

## Discografia

### Album in studio
- 2010 – I Believe You Liar
- 2014 – There There
- 2020 – Batflowers

### EP
- 2006 – Nightlight (con Sean Foran)
- 2007 – Bennetts Lane (con Paul Grabowsky)
- 2008 – Clementine
- 2009 – How to Tame Lions
- 2010 – Rich Kids
- 2010 – iTunes Live: ARIA Awards Concert Series '10
- 2011 – Insomnia
- 2020 – Moon Tunes
- 2020 – Switches

### Colonne sonore
- 2013 – The Boy Castaways: Music from the Motion Picture

### Singoli
- 2010 – Sunday Best
- 2010 – The Hardest Part
- 2011 – Bed of Nails
- 2011 – Holy Moses
- 2011 – I Believe You Liar
- 2012 – Riders on the Storm
- 2014 – Who Are You
- 2014 – Limitless
- 2016 – Saint Lo
- 2018 – Claws
- 2019 – American Spirit
- 2019 – Dirty Churches
- 2020 – Dark Parts
- 2020 – Switches
- 2020 – Kiss Me like We're Gonna Die
- 2020 – Achilles Heart
- 2020 – Batflowers
- 2021 – My Happiness

## Filmografia
- The Boy Castaways, regia di Michael Kantor (2013)